# Wehr (Eifel)
Pour les articles homonymes, voir Wehr.
Wehr est une municipalité allemande située dans le land de Rhénanie-Palatinat et l'arrondissement d'Ahrweiler.

## Géographie
La municipalité est située dans l'Est de la région de l'Eifel. Elle se trouve également à l'ouest du lac de Laach. Les hameaux de Steinbergerhof et Welschwiesenmühle font également partie de Wehr.

## Histoire
Des vestiges d'une occupation romaine ont été trouvés dans la cuvette de Wehr, à l'occasion de travaux en 1958. Une sépulture avec un tombeau en tuf a notamment été retrouvée. Des restes de briques et de tuiles ont également été retrouvés non loin de là dans un champ, ce qui suggère que le territoire de Wehr étaient déjà peuplé durant l'Antiquité.
En 1603 commença une série de procès de sorcières qui dura, jusqu'aux années 1610, faisant plusieurs victimes, dont Eva Mulner, qui fut exécutée en 1609.
Le 9 mars 1945, les troupes américaines ont traversé Wehr sans qu'aucune résistance ne leur soit opposée.

## Culture locale et patrimoine

### Légendes locales

#### La légende de saint Potentinus
Une légende locale raconte que lors d'une procession durant laquelle les ossements de saint Potentinus étaient déplacés dans plusieurs communes allemandes, un arrêt fut fait à Wehr. Selon cette histoire au moment où la procession et les ossements devait repartir, du bétail leur barra le chemin. Ils creusèrent si fort avec leurs sabots dans le sol qu'une source aurait jailli. Ce n'est qu'après qu'un don ait été fait au monastère de Steinfeld par un seigneur local que les animaux auraient laissé le cortège repartir. 
Par la suite, des pèlerins se rendaient à Wehr pour soigner leurs yeux grâce aux pouvoirs de guérison de la source.